# Frank Pick
Frank Pick (Spalding, Lincolnshire, 23 novembre 1878  – Golders Green, Londres, 7 novembre 1941) était un administrateur anglais du transport. Après avoir obtenu son diplôme d'avocat en 1902, il travailla à la North Eastern Railway (Compagnie de chemins de fer du nord-est) avant d'aller chez la Underground Electric Railways Company of London (UERL, Compagnie des métros de Londres) en 1906. Dans celle-ci il fait une ascension et atteint les postes principaux, et devient l'assistant co-directeur général en 1921 puis le directeur général en 1928. Il fut ensuite le directeur général et vice-président de la London Passenger Transport Board (compagnie de transport passagers de Londres) de sa création en 1933 jusqu'en 1940.
Pick a toujours eu un grand intérêt pour le design, et l'utilise beaucoup. Il dirige le développement de l'image de London Underground's en dirigeant des  arts commerciaux, du Design graphique et de l'architecture moderne, attirant l’œil, et rendant la marque hautement reconnaissable, en créant les premières versions des cocardes et polices d'écritures encore utilisées aujourd'hui. Sous sa direction, le réseau de métros de l' UERL's ainsi que les services de bus associés s'étendent considérablement, atteignant de nouvelles zones et créent ainsi une activité dans les banlieues londoniennes. Son impact sur l'expansion de Londres le propulse au rang du Baron Haussmann et de Robert Moses.